# Старе (Пільський повіт)
Старе (пол. Stare, нім. Staren) — село в Польщі, у гміні Висока Пільського повіту Великопольського воєводства.
Населення — 302 особи (2011).
У 1975—1998 роках село належало до Пільського воєводства.

## Демографія
Демографічна структура станом на 31 березня 2011 року:
|          | Загалом | Допрацездатний вік | Працездатний вік | Постпрацездатний вік |
| -------- | ------- | ------------------ | ---------------- | -------------------- |
| Чоловіки | 160     | 41                 | 105              | 14                   |
| Жінки    | 142     | 35                 | 82               | 25                   |
| Разом    | 302     | 76                 | 187              | 39                   |